# زحلتا
زحلته أو زحلتى هي إحدى القرى اللبنانية من قرى قضاء جزين في محافظة الجنوب.

## الموقع والجغرافيا
تبعد زحلتا حوالي 80 كلم (49.712 مي) عن بيروت عاصمة لبنان. ترتفع حوالي 1090 م (1) (3576.29 قدم - 1192.024 يارد) عن سطح البحر وتمتد على مساحة تُقدَّر بـ 96  هكتاراً (0.96 كلم²- 0.37056 مي² (2)).

## السكان
تبعا لبعض التقديرات يسكن زحلتا 65 نسمة. خلال الانتخابات الأخيرة التي جرت عام . 2004 ، بينت اللوائح عدد المسجلين فيها : 797 ناخبا، شارك منهم 497.

## الخدمات
- وليس هناك مؤسسات التعليم العالي في البلدية.
- لا توجد مؤسسة صحيه في البلدية.